# Georges Aaron Bénédite
Pour les articles homonymes, voir Bénédite.
Georges Aaron Bénédite est un égyptologue français né le 10 août 1857 à Nîmes (Gard) et mort le 23 mars 1926 à Louxor (Égypte).

## Biographie
Georges Bénédite est le fils de Samuel Bénédite et d'Isabelle Lisbonne, laquelle épouse en secondes noces Georges Lafenestre (1837-1919), poète, critique d'art et conservateur du musée du Louvre, membre de l'Institut de France, qui va l'élever.
En 1878, il entre à l'École des beaux-arts et étudie le dessin et l'architecture dans l’atelier d’Honoré Daumet. En 1880, il participe à une expédition en Égypte aux côtés de Charles Chipiez au cours de laquelle il est chargé par Georges Perrot de dessiner les monuments conservés au musée de Boulaq du Caire. De retour en France, il suit plusieurs cours d'égyptologie au Collège de France, à l’École des Hautes études et à l’École du Louvre. En 1887, fort de ces années de spécialisation, il retourne en Égypte en tant que membre de la mission archéologique française au Caire.
Il fouille plusieurs tombes dans la vallée des Rois, dont la KV41 en 1900. Il est l'un des premiers à avancer, dans le Guide Joanne, en 1900, l'hypothèse de l'existence d'un théâtre de l'Égypte antique. Georges Bénédite découvre le 28 mars 1903 le mastaba d'Akhethétep à Saqqarah, le fouille puis achète la chapelle pour le musée du Louvre,. 
Il est nommé au grade de chevalier de la Légion d'honneur en 1905. En 1907 il succède à Paul Pierret en tant que titulaire de la chaire d'archéologie égyptienne à l'École du Louvre,. Il est nommé au grade de chevalier de la Légion d'honneur en 1905.
Il fonde en 1923 la Société française d'Égyptologie qu'il préside jusqu'à son décès,.
Il meurt en 1926 d'une congestion peu après avoir visité le tombeau de Toutânkhamon, alimentant ainsi malgré lui la légende de la malédiction du pharaon. Ramené en France, il est inhumé dans le caveau familial du cimetière de Bourg-la-Reine (division 3).

## Publications
- Georges Bénédite, « La statuette de la dame Toui (Musée du Louvre) », Monuments et mémoires de la Fondation Eugène Piot, vol. 2, no 1,‎ 1895, p. 29–38 (DOI 10.3406/piot.1895.1128 , lire en ligne, consulté le 29 mai 2025)
- Georges Bénédite, Égypte, Paris, Hachette, coll. « Guides Joanne », 1900, 629 p..  — guide rédigé par Georges Bénédite, en trois volumes, avec sept cartes, 104 plans, 54 illustrations et 22 tableaux synoptiques.
- Georges Bénédite, « Sur un étui de tablette trouvé à Thèbes et conservé au Musée du Louvre », Monuments et mémoires de la Fondation Eugène Piot, vol. 7, no 2,‎ 1900, p. 105–120 (DOI 10.3406/piot.1900.1182 , lire en ligne, consulté le 29 mai 2025)
- Georges Bénédite, « Un guerrier libyen, figurine égyptienne en bronze incrusté d'argent, conservée au Musée du Louvre », Monuments et mémoires de la Fondation Eugène Piot, vol. 9, no 2,‎ 1903, p. 123–134 (DOI 10.3406/piot.1903.1219 , lire en ligne, consulté le 29 mai 2025)